# Otton Karol Liszka
Otton Karol Liszka (ur. 7 września 1886, zm. 19 czerwca 1957) – podpułkownik saperów Wojska Polskiego.

## Życiorys
Otton Liszka urodził się 7 września 1886 roku. 14 marca 1919 roku został przyjęty do Wojska Polskiego z byłej armii austro–węgierskiej, z zatwierdzeniem posiadanego stopnia kapitana ze starszeństwem z dniem 1 września 1915 roku, i przydzielony z dniem 1 listopada 1918 roku do dowództwa Pozycji Śląskiej. Do czerwca 1919 roku był oficerem do zleceń w referacie technicznym. Do września 1919 roku dowodził oddziałem saperskim na froncie. Do lipca 1920 roku pełnił służbę na stanowisku referenta w referacie zarządu budownictwa i demobilizacji na stacji zbornej, a do końca 1920 roku kierownika odcinka fortyfikacji i dowódcy saperów. 
14 czerwca 1921 roku został wcielony do Działu Budowlano-Kwaterunkowego Dowództwa Okręgu Generalnego „Kraków” w Krakowie. Jego oddziałem macierzystym był 5 pułk saperów. W 1921 roku zastępca kierownika rejonowego zarządu budownictwa i kwaterunku. W 1922 roku kierownik komisji likwidacyjnej budownictwa i kwaterunku. 3 maja 1922 roku został zweryfikowany w stopniu majora ze starszeństwem z dniem 1 czerwca 1919 roku i 29. lokatą w korpusie oficerów inżynierii i saperów. 20 października 1923 roku został przeniesiony do 5 pułku saperów w Krakowie na stanowisko zastępcy dowódcy pułku. 31 grudnia 1925 roku został przydzielony do Zarządu Fortyfikacji Kraków na stanowisko kierownika. Z dniem 31 marca 1929 roku został przeniesiony z 5 Okręgowego Szefostwa Budownictwa w stan spoczynku. W 1934 roku pozostawał w ewidencji Powiatowej Komendy Uzupełnień Kraków Miasto. Był wówczas „przewidziany do użycia w czasie wojny”.
Zmarł 19 czerwca 1957. Został pochowany na cmentarzu Rakowickim w Krakowie.

## Awanse
- kapitan – ze starszeństwem z dniem 1 września 1915[12].
- major – ze starszeństwem z dniem 1 czerwca 1919[6]
- podpułkownik – ze starszeństwem z dniem 1 stycznia 1927 w korpusie oficerów inżynierii i saperów[8]